# Hans Elfvin
Hans Herman Ove Elfvin, född 20 juni 1937 i Maria Magdalena församling, Stockholm, död 25 maj 1989 i Norrköpings Matteus församling, Norrköping, var en svensk skådespelare och regissör.

## Biografi
Efter realexamen i Göteborg 1954 tog han 1956 radiocertifikat och fick samma år anställning på Rederi AB Bifrost. Han var elev vid Atelierteatern 1957–1958 och 1960. Åren 1960–1963 var han elev vid Norrköping-Linköping stadsteaters elevskola. Därefter ingick han i teaterns fasta ensemble. 
År 1962 gifte han sig med Gunilla Hällqvist, med vilken han fick tre döttrar. Paret skilde sig 1982. Året därpå gifte han om sig med skådespelaren Mona Lundgren.
Hans Elfvin är gravsatt i Krematorielunden i Norrköping.

## Filmografi
- 1972 – Nybyggarna – Sven, Danjels son

## Teater

### Roller (ej komplett)
| År   | Roll              | Produktion                                                                | Regi                 | Teater                           |
| ---- | ----------------- | ------------------------------------------------------------------------- | -------------------- | -------------------------------- |
| 1961 |                   | Dunungen Selma Lagerlöf                                                   | Sture Ericson        | Norrköping-Linköping stadsteater |
| 1961 |                   | Miss 6 Bertil Norström och Gunnar Hoffsten                                | Jackie Söderman      | Norrköping-Linköping stadsteater |
| 1961 |                   | Så tuktas en hustyrann John Fletcher                                      | Lars Barringer       | Norrköping-Linköping stadsteater |
| 1962 |                   | Lek ej med kärleken Alfred de Musset                                      | Ingrid Luterkort     | Norrköping-Linköping stadsteater |
| 1962 | Victor            | Fruar på vift Georges Feydeau                                             | Lars Barringer       | Norrköping-Linköping stadsteater |
| 1962 | Lakejen Henrik    | Jeppe på berget Ludvig Holberg                                            | John Zacharias       | Norrköping-Linköping stadsteater |
| 1962 | Jerry             | Min kära är en ros Bo Sköld                                               | Sture Ericson        | Norrköping-Linköping stadsteater |
| 1963 |                   | Hamlet William Shakespeare                                                | Lars Barringer       | Norrköping-Linköping stadsteater |
| 1963 | Betjänten         | Min syster och jag Ralph Benatzky                                         | Jackie Söderman      | Norrköping-Linköping stadsteater |
| 1963 | Brian Preston     | Kvinna i morgonrock Ted Willis                                            | John Zacharias       | Norrköping-Linköping stadsteater |
| 1963 | Koristen          | Ett drömspel August Strindberg                                            | Olof Molander        | Norrköping-Linköping stadsteater |
| 1964 |                   | Antigone Sofokles                                                         | Olof Molander        | Norrköping-Linköping stadsteater |
| 1964 | Eldaren           | Marius Marcel Pagnol                                                      | Bertil Norström      | Norrköping-Linköping stadsteater |
| 1964 | Mr Stum           | Fantasticks Tom Jones och Harvey Schmidt                                  | Lars Gerhard Norberg | Norrköping-Linköping stadsteater |
| 1964 | Truffaldino       | Två herrars tjänare Carlo Goldoni                                         | Lars Gerhard Norberg | Norrköping-Linköping stadsteater |
| 1964 | Donnie            | De kärlekslösa William Inge                                               | John Zacharias       | Norrköping-Linköping stadsteater |
| 1964 | Fedotik           | Tre systrar Anton Tjechov                                                 | Lars Barringer       | Norrköping-Linköping stadsteater |
| 1965 | Thomas Vävars     | Tre vita skjortor Walentin Chorell                                        | Bertil Norström      | Norrköping-Linköping stadsteater |
| 1965 | Alphonse          | Boy Friend Sandy Wilson                                                   | Lars Barringer       | Norrköping-Linköping stadsteater |
| 1965 | Kandidat Hammer   | Nej, vaudeville Johan Ludvig Heiberg                                      | Bertil Norström      | Norrköping-Linköping stadsteater |
| 1965 | Cherubin          | Figaros bröllop Pierre de Beaumarchais                                    | Lars Gerhard Norberg | Norrköping-Linköping stadsteater |
| 1966 |                   | Ärkeänglar spelar inte falskt Dario Fo                                    | Lars Gerhard Norberg | Norrköping-Linköping stadsteater |
| 1966 | Jakob             | Erasmus Montanus Ludvig Holberg                                           | Torsten Sjöholm      | Norrköping-Linköping stadsteater |
| 1966 | Ynglingen         | De tolv Bengt V. Wall                                                     | Lars Gerhard Norberg | Norrköping-Linköping stadsteater |
| 1966 | Hans              | Köket Arnold Wesker                                                       | Ernst Günther        | Norrköping-Linköping stadsteater |
| 1967 | Aljoschka         | Natthärbärget eller På botten Maksim Gorkij                               | Lars Gerhard Norberg | Norrköping-Linköping stadsteater |
| 1967 | Medverkande       | Å vilken härlig fred!, revy Hans Alfredson och Tage Danielsson            | Bertil Norström      | Norrköping-Linköping stadsteater |
| 1967 | Valerio           | Leonce och Lena Georg Büchner                                             | Torsten Sjöholm      | Norrköping-Linköping stadsteater |
| 1967 | Sancho Panza      | Himmelrikets nycklar eller Sankte Per vandrar på jorden August Strindberg | Johan Falck          | Norrköping-Linköping stadsteater |
| 1967 | Doktor Cajus      | Muntra fruarna i Windsor William Shakespeare                              | Lars Gerhard Norberg | Norrköping-Linköping stadsteater |
| 1968 | Motel Kamzoil     | Spelman på taket Joseph Stein, Jerry Bock och Sheldon Harnick             | John Zacharias       | Norrköping-Linköping stadsteater |
| 1968 | Freddy            | Flotten Kent Andersson                                                    | Lars Gerhard Norberg | Norrköping-Linköping stadsteater |
| 1968 | Sonen Thomas      | Biografi Max Frisch                                                       | Torsten Sjöholm      | Norrköping-Linköping stadsteater |
| 1968 | Eilif             | Mor Courage och hennes barn Bertolt Brecht                                | Torsten Sjöholm      | Norrköping-Linköping stadsteater |
| 1969 | Studenten         | Spöksonaten August Strindberg                                             | Lars-Erik Liedholm   | Norrköping-Linköping stadsteater |
| 1969 | Tutino            | Emigranten från Brisbane Georges Schehadé                                 | Bertil Norström      | Norrköping-Linköping stadsteater |
| 1969 | Artur             | Tango Slawomir Mrozek                                                     | Torsten Sjöholm      | Norrköping-Linköping stadsteater |
| 1970 | Anders            | Wermlännigarne Fredrik August Dahlgren och Andreas Randel                 | Bertil Norström      | Norrköping-Linköping stadsteater |
| 1970 | Bastarden Filip   | Kung Johan Friedrich Dürrenmatt                                           | Lars Gerhard Norberg | Norrköping-Linköping stadsteater |
| 1970 |                   | Ä’ke det gudomligt Bertil Norström                                        | Bertil Norström      | Norrköping-Linköping stadsteater |
| 1970 | Robert "Bradshaw" | Gröna Julia Paul Ableman                                                  | Evert Lindberg       | Norrköping-Linköping stadsteater |
| 1970 |                   | Bland stubbar och troll Staffan Westerberg                                | Hans Elfvin          | Norrköping-Linköping stadsteater |
| 1970 |                   | En midsommarnattsdröm William Shakespeare                                 | Torsten Sjöholm      | Norrköping-Linköping stadsteater |
| 1971 | Robert            | Sandlådan Kent Andersson                                                  | Lars Gerhard Norberg | Norrköping-Linköping stadsteater |
| 1971 | Ronnie            | Hönssoppa med korngryn Arnold Wesker                                      | John Zacharias       | Norrköping-Linköping stadsteater |
| 1971 | Luka Chlopov      | Revisorn Nikolaj Gogol                                                    | Lars Gerhard Norberg | Norrköping-Linköping stadsteater |
| 1972 |                   | Den förgyllda lergöken Emil Norlander                                     | Bertil Norström      | Norrköping-Linköping stadsteater |
| 1972 | Action            | West Side Story Arthur Laurents, Leonard Bernstein och Stephen Sondheim   | John Zacharias       | Norrköping-Linköping stadsteater |
| 1973 | Thomas Thorild    | Gustav III August Strindberg                                              | Mimi Pollak          | Norrköping-Linköping stadsteater |
| 1973 | Matti             | Herr Puntila och hans dräng Matti Bertolt Brecht                          | Jan Lewin            | Norrköping-Linköping stadsteater |
| 1974 |                   | Leva loppan Georges Feydeau                                               | Lars Gerhard Norberg | Norrköping-Linköping stadsteater |
| 1974 | Tom Wingfield     | Glasmenageriet Tennessee Williams                                         | Bertil Norström      | Norrköping-Linköping stadsteater |
| 1975 | Trofimov          | Körsbärsträdgården Anton Tjechov                                          | Gunnel Lindblom      | Norrköping-Linköping stadsteater |
| 1975 | Polisläkaren      | Kung David Brita Lang                                                     | Torsten Sjöholm      | Norrköping-Linköping stadsteater |
| 1975 | Petter            | Predikare-Lena Tore Zetterholm                                            | Lars Gerhard Norberg | Norrköping-Linköping stadsteater |
| 1976 | Passepartout      | Jorden runt på 80 dagar Jules Verne                                       | Bertil Norström      | Norrköping-Linköping stadsteater |

### Regi (ej komplett)
| År   | Produktion                                                            | Upphovsmän                                                              | Teater                           |
| ---- | --------------------------------------------------------------------- | ----------------------------------------------------------------------- | -------------------------------- |
| 1968 | Skyddat bo Home free                                                  | Lanford Wilson Översättning Hans Elfvin och Olle Johansson              | Norrköping-Linköping stadsteater |
| 1970 | Venetianskan La Venexiana                                             | Okänd medeltidsförfattare Översättning Giacomo Oreglia och Bertil Bodén | Norrköping-Linköping stadsteater |
| 1970 | Bland stubbar och troll                                               | Staffan Westerberg                                                      | Norrköping-Linköping stadsteater |
| 1972 | Gamla tider Old Times                                                 | Harold Pinter Översättning Carl-Olof och Sigbrit Lång                   | Norrköping-Linköping stadsteater |
| 1973 | I blindo Sticks and bones                                             | David Rabe Översättning Sigbritt och Carl-Olof Lång                     | Norrköping-Linköping stadsteater |
| 1973 | Herr Mockinpott Wie dem Herrn Mockinpott das Leiden ausgetrieben wird | Peter Weiss Översättning Bengt Anderberg                                | Norrköping-Linköping stadsteater |
| 1974 | Midsommardröm i fattighuset                                           | Pär Lagerkvist                                                          | Norrköping-Linköping stadsteater |
| 1975 | Mycket väsen för ingenting Much Ado About Nothing                     | William Shakespeare Översättning Allan Bergstrand                       | Norrköping-Linköping stadsteater |
| 1977 | Romeo och Julia The Tragedy of Romeo and Juliet                       | William Shakespeare Översättning Allan Bergstrand                       | Norrköping-Linköping stadsteater |